# Henda Zaouali
Henda Zaouali (arabe : هندا زوالي), née le 29 août 1960, est une escrimeuse tunisienne pratiquant l'épée et le fleuret.

## Biographie
Henda Zaouali remporte la médaille d'or individuelle en épée et la médaille de bronze individuelle en fleuret aux championnats d'Afrique 1995 à Pretoria.
Elle participe aux tournois individuels d'épée et de fleuret des Jeux olympiques d'été de 1996 à Atlanta mais est éliminée dès le premier tour lors de ces deux tournois.
Elle est la mère de l'escrimeuse Inès Boubakri.